# Ed Krynski
Edward Paul Krinski (12 settembre 1927 – Downers Grove, 15 novembre 2004) è stato un progettista statunitense, uno dei pilastri della più importante fabbrica di flipper del mondo, la D. Gottlieb & Co., con sede negli Stati Uniti a Chicago, Illinois. Per più di vent'anni fu l'ideatore dei piani di gioco di oltre duecento flipper, dando un fondamentale contributo al successo della produzione della Gottlieb.
Krynski fu l'inventore del drop-target, ovvero del bersaglio a scomparsa, montato per la prima volta nel flipper "Crescendo" del 1970, accessorio presente su quasi tutte le sue macchine. Ed Krinski disegnò il piano di gioco di un solo flipper privo dei drop-target, "Super Orbit", ma lo fece solo dopo l'uscita nel 1972 della versione originale, "Orbit", che invece montava gli immancabili drop-target.
Il primo flipper realizzato da Ed Krinski fu "Dodge City" del luglio 1965, mentre l'ultimo fu "Amazon Hunt" del settembre 1983. Ben 125 dei flipper ideati da Krinski furono curati graficamente da Gordon Morison, un altro grande talento, ed insieme costituirono per circa dieci anni un team creativo forse rimasto insuperabile, che realizzò negli anni settanta una serie di flipper considerati classici del loro genere: tra questi, "Galaxie", "Drop-a-Card", "El Dorado", "High Hand", "Top Card", "Jungle King", "Ten-Up", "Atlantis", "Sky Jump", "Royal Flush", "Flying Carpet". Le loro ultime tre collaborazioni furono per tre flipper: "the Amazing Spiderman", "Circus" e "Counterforce".
Ed Krynski partecipò molte volte in anni recenti agli eventi della mostra Pinball Expo a Chicago. Morì all'età di 77 anni, il 15 novembre 2004.